# ふみコミュ!
フミコミュ!は、株式会社ふみコミュニケーションズが運営していた、10代女性向けの情報交換・交流を目的としたウェブサイト。

## 概要
2000年に「ふみコミュ!」の名でPCサイト公開。2003年12月に法人化し、株式会社ふみコミュニケーションズが設立された。代表取締役は堀川明人。
掲示板、プリクラに関するコンテンツ、おえかき広場、チャット、フリー素材など、10代の女の子が集まるサイトとして当時は絶大な人気を誇っていた。「ガールズトーク」「プリ研」「SORENA（ソレナ）」「フミプレ」などのコンテンツから構成されていた。
「23モ」と呼ばれるWebモデルも存在し、サイトの出演や各地へ取材に行ったりしていた。
過去コンテンツの「ふみコミュTV」、「ふみコミュラジオ」には23モ、松竹芸人、タレント、アーティストなどもレギュラー番組を配信していた。
当初はニックネーム登録をするだけで「ニックネーム会員」となることができ、ニックネーム会員になると、アバターを選択し掲示板に書き込むことができたが、途中からメールアドレスの登録が必須となった。
2009年、「とうこうひろば」が「掲示板」と統合。
2010年、新ふみフレンズオーディションが開かれ、新ふみフレンズが誕生。「ふみコミュTV」の更新が終了。
2010年秋、23モオーディションが開かれ、その後新メンバーを追加し、関東、関西含め23人となる。
サイトの表記を「ふみコミュ!」から「フミコミュ!」に変更。
2019年頃に掲示板を閉鎖、2020年頃閉鎖した。

## 事業内容
本部の「株式会社ふみコミュニケーションズ」には下記のような事業内容が記されている。
1. ティーンズ向けポータルサイト“フミコミュ（R）”の企画・運営
2. “フミコミュ”を通したマーケティングサービスの提供
3. “フミコミュ”から生み出されるコンテンツのマネジメント

## ふみコミュTV、ふみコミュラジオ　（過去コンテンツ）出演者
- ヴェートーベン (お笑いコンビ)
- タケウチパンダ
- 石垣明日花
- ライス兄弟
- だいなお
- AGURU(むかいあぐる)
- MIKI
- 友池さん
- なかむら摂
- 上原奈美
- 青山テルマ